# Founèkè Sy
Pour les articles homonymes, voir Sy.
Founèkè Sy, né le 21 juillet 1986 et mort le 4 avril 2020,, est un footballeur malien.
En championnat national, il a joué dans l’équipe de la Jeanne d’Arc et également avec l'équipe nationale. Avant son décès, il a évolué dans le club Masafi aux Émirats arabes unis, en 1re division puis pendant trois ans dans le club soudanais du Al Ahly Shendi.